# Губно-губний носовий приголосний
Губно-губний носовий — приголосний звук, що існує в більшості мов світу. У Міжнародному фонетичному алфавіті записується як ⟨m⟩. В українській мові цей звук передається на письмі літерою м.

## Назва
- Білабіальний зімкнено-носовий приголосний
- Білабіальний носовий (англ. bilabial nasal)
- Губно-губний зімкнено-носовий приголосний
- Губно-губний носовий
- Дзвінкий білабіальний зімкнено-носовий приголосний
- Дзвінкий білабіальний носовий (англ. voiced bilabial nasal)
- Дзвінкий губно-губний зімкнено-носовий приголосний
- Дзвінкий губно-губний носовий

## Властивості
Властивості губно-губного носового:
- Тип фонації — дзвінка, тобто голосові зв'язки вібрують від час вимови.
- Спосіб творення — зімкнений, тобто повітряний потік повністю перекривається.
- Місце творення — губно-губне, тобто він артикулюється обома губами.
- Це носовий приголосний, тобто повітря вільно виходить крізь ніс.
- Це центральний приголосний, тобто повітря проходить над центральною частиною язика, а не по боках.
- Механізм передачі повітря — егресивний легеневий, тобто під час артикуляції повітря виштовхується крізь голосовий тракт з легенів, а не з гортані, чи з рота.

## Приклади
| Мова          | Мова          | Слово       | МФА           | Значення | Примітки                        |
| ------------- | ------------- | ----------- | ------------- | -------- | ------------------------------- |
| англійська    | англійська    | him         | [hɪm]         | його     | Див. англійська фонетика        |
| арабська      | арабська      | مطابخ       | [mɑˈtˤɑːbiχ]  | кухня    | Див. арабська фонетика          |
| баскська      | баскська      | maitatu     | [majt̪at̪u]     | любити   |                                 |
| бенгальська   | бенгальська   | মা           | [ma]          | матір    | Див. бенгальська фонетика       |
| болгарська    | болгарська    | мъгла       | [mɐɡla]       | туман    |                                 |
| валійська     | валійська     | mam         | [mam]         | матір    | Див. валійська фонетика         |
| в'єтнамська   | в'єтнамська   | muối        | [mwoj˧ˀ˥]     | сіль     | Див. в'єтнамська фонетика       |
| гавайська     | гавайська     | maka        | [maka]        | око      | Див. гавайська фонетика         |
| гінді         | гінді         | मकान         | [məkaːn]      | дім      | Див. фонетика гінді             |
| гебрейська    | гебрейська    | אמא         | [ˈʔimä]       | матір    | Див. Modern гебрейська фонетика |
| голландська   | голландська   | mond        | [mɔnt]        | рот      | Див. голландська фонетика       |
| гуджараті     | гуджараті     | મોર          | [moːɾ]        | павлін   | Див. гуджараті фонетика         |
| грецька       | грецька       | μάζα        | [ˈmaza]       | грудка   | Див. грецька фонетика           |
| грузинська    | грузинська    | სამი        | [ˈsɑmi]       | три      |                                 |
| індонезійська | індонезійська | masuk       | [ˈmäsʊʔ]      | входити  |                                 |
| іспанська     | іспанська     | grumete     | [ɡɾuˈme̞te̞]    | юнга     | Див. іспанська фонетика         |
| італійська    | італійська    | mamma       | [ˈmamma]      | мамма    | Див. італійська фонетика        |
| каталанська   | каталанська   | mare        | [ˈmaɾə]       | матір    | Див. каталанська фонетика       |
| китайська     | китайська     | mǔqīn       | [mu˨˩ tɕʰin˥] | матір    | Див. китайська фонетика         |
| корейська     | корейська     | 엄마/eomma  | [ʌmma]        | мама     | Див. корейська фонетика         |
| македонська   | македонська   | мајка       | [ˈmajka]      | матір    | Див. македонська фонетика       |
| маратхі       | маратхі       | मन          | [mən]         | розум    | Див. маратхі фонетика           |
| німецька      | німецька      | Maus        | [maʊ̯s]        | миша     | Див. німецька фонетика          |
| норвезька     | норвезька     | mamma       | [ˈmɑmːɑ]      | мама     | Див. норвезька фонетика         |
| перська       | перська       | مادر        | [mɒdær]       | матір    | Див. перська фонетика           |
| польська      | польська      | masa        | [ˈmäsä]       | меса     | Див. польська фонетика          |
| португальська | португальська | mato        | [ˈmatu]       | кущ      | Див. португальська фонетика     |
| російська     | російська     | муж         | [muʂ]         | чоловік  | Див. російська фонетика         |
| сербська      | сербська      | милина      | [milǐnä]      | радощі   | Див. сербська фонетика          |
| словацька     | словацька     | muž         | [mʊʃ]         | чоловік  |                                 |
| турецька      | турецька      | benim       | [be̞nim]       | копальня | Див. турецька фонетика          |
| угорська      | угорська      | ma          | [mɒ]          | сьогодні | Див. угорська фонетика          |
| українська    | українська    | молоко      | [moɫoˈkɔ]     | —        | Див. українська фонетика        |
| фінська       | фінська       | minä        | [ˈminæ]       | я        | Див. фінська фонетика           |
| французька    | французька    | manger      | [mɑ̃ʒe]        | їсти     | Див. французька фонетика        |
| чеська        | чеська        | muž         | [mʊʃ]         | чоловік  | Див. чеська фонетика            |
| шведська      | шведська      | mask        | [mask]        | черв'як  | Див. шведська фонетика          |
| японська      | японська      | 乾杯/kampai | [kampai]      | тост     | Див. японська фонетика          |